# Nullfeld-Magnetresonanz
Die Nullfeld-Magnetresonanz bezeichnet die Erzeugung von Kernspinresonanz in Abwesenheit von signifikanten, konstanten, äußeren Magnetfeldern (einschließlich des Erdmagnetfeldes). Die verbleibenden Magnetfelder sind schwächer als bei der Nieder- und Ultraniederfeld-Magnetresonanz. Nullfeld- und Ultraniedrigfeld-Magnetresonanz lassen sich als ZULF NMR (vom engl.: zero- to ultralow-field nuclear magnetic resonance) oder kurz ZULF zusammenfassen.
ZULF-NMR-Experimente umfassen meist passive oder aktive Techniken zur magnetischen Abschirmung des Erdmagnetfeldes. Dies stellt einen Unterschied zur Kernspinresonanz da, die häufig in starken, von supraleitenden Spulen erzeugten, Magnetfeldern durchgeführt werden.
In ZULF-Experimenten stellen Kernspin-Kernspin Kopplungen magnetisch aktiver Kerne (Gesamtspin ½ oder größer) die dominante quantenmechanische Wechselwirkung dar. Der Einfluss des externen Magnetfeldes kann als Störung betrachtet werden.
Experimente in diesem Regime haben einige Vorteile: Der Einfluss der magnetischen Suszeptibilität eines Stoffes auf die Linienbreite der magnetischen Resonanz ist vermindert. Dadurch kann es zu geringerer inhomogener Linienverbreiterung der Resonanzlinie in heterogene Stoffen kommen. Außerdem wird die niederfrequentere Strahlung weniger von leitenden Materialien (wie z. B. Metallen) absorbiert (siehe Skin-Effekt). Im Gegensatz zur konventionellen (Hochfeld-)Kernspinresonanz-Experimenten können daher auch Proben in Gefäßen untersucht werden, die nicht aus Glas, Quarz oder Keramik bestehen.

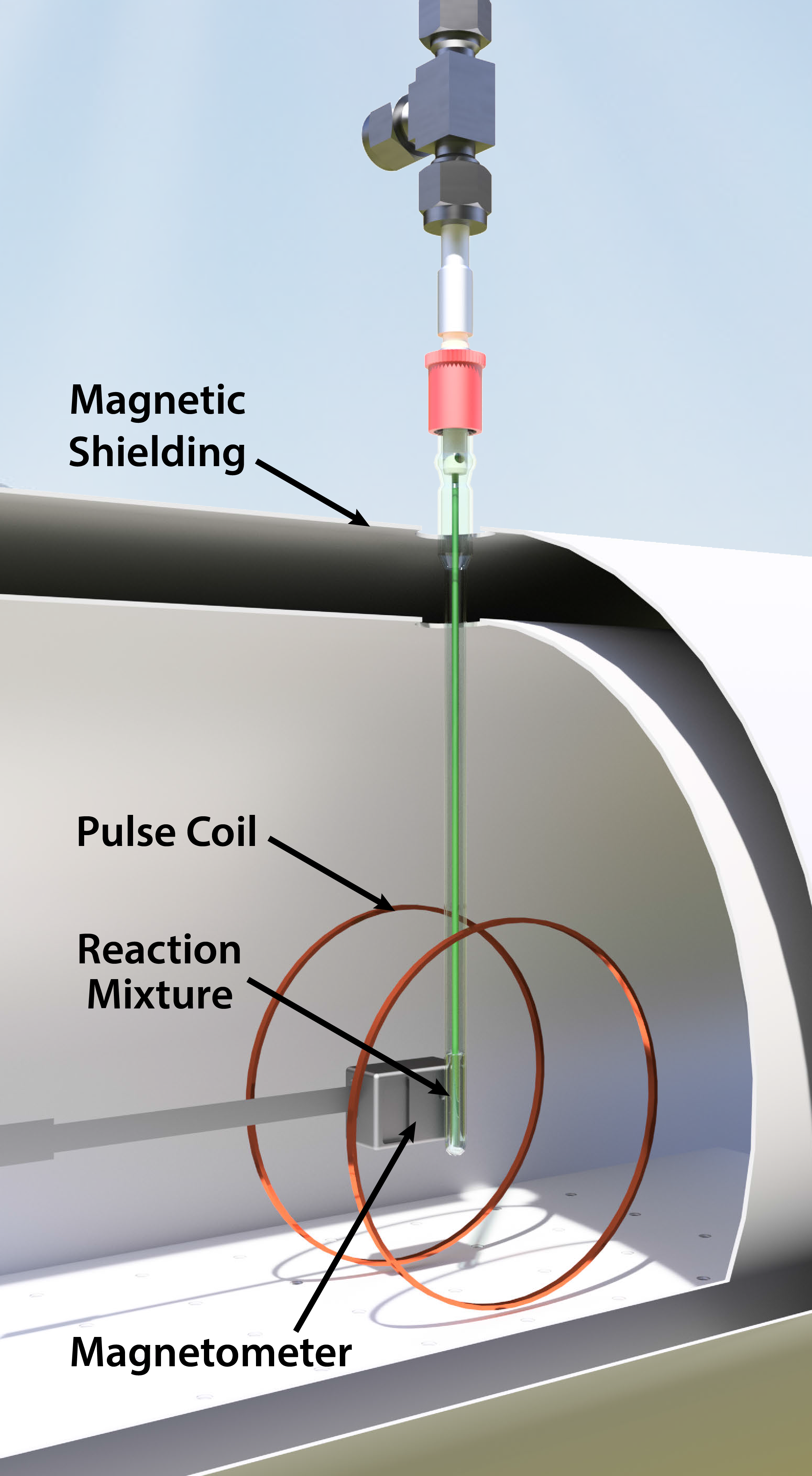
Eine Probe wird mittels Kernspinresonanzspektroskopie in einem Versuchsaufbau für Nullfeld-Magnetresonanz untersucht.

Die Detektion von (Hochfeld-)Kernspinresonanz Signalen erfolgt gewöhnlich mittels Kerninduktion. Aufgrund der bei ZULF NMR auftretenden niedrigeren Signalfrequenzen (in der Größenordnung von Hertz bis Kilohertz) ist Induktion kein geeignetes Verfahren für diesen Bereich. Die Entwicklung von präzisen Magnetfeldsensoren in den frühen 2000er Jahren, wie z. B. SQUIDs, magnetoresistive Sensoren und atomare, optisch gepumpte SERF Magnetometer, ermöglichten die direkte Detektion von Kernspinsignalen unter ZULF-Bedingungen. Zuvor waren ZULF-Experimente auf das mechanische Hin- und Herfahren der Probe zwischen einem magnetische abgeschirmten ZULF-Bereich und einem Hochfeld-Bereich angewiesen. Letzterer ermöglichte die konventionelle Detektion der Kernspinresonanz mittels einer induktiven Pickup-Spule. Eine der erfolgreichen Implementierungen für die Durchführung von ZULF-NMR-Experimenten verwendet ein optisch gepumptes Magnetometer basierend auf einer heißen Dampfzelle aus Rubidiumatomen.
Da die thermische Polarisierung ohne ein starkes Magnetfeld nur gering ist, müssen die Kernspins mittels Hyperpolarisation extern polarisiert werden. Dies kann im einfachsten Fall durch temporäres Anlegen eines starken Magnetfeldes oder schnelles Bewegen der Probe realisiert werden. Alternativ können chemisch-basierte Hyperpolarisationstechniken verwendet werden.
Manchmal wird es auch fälschlicherweise als Kernquadrupolresonanz (NQR, vom engl. nuclear quadrupole resonace) bezeichnet.

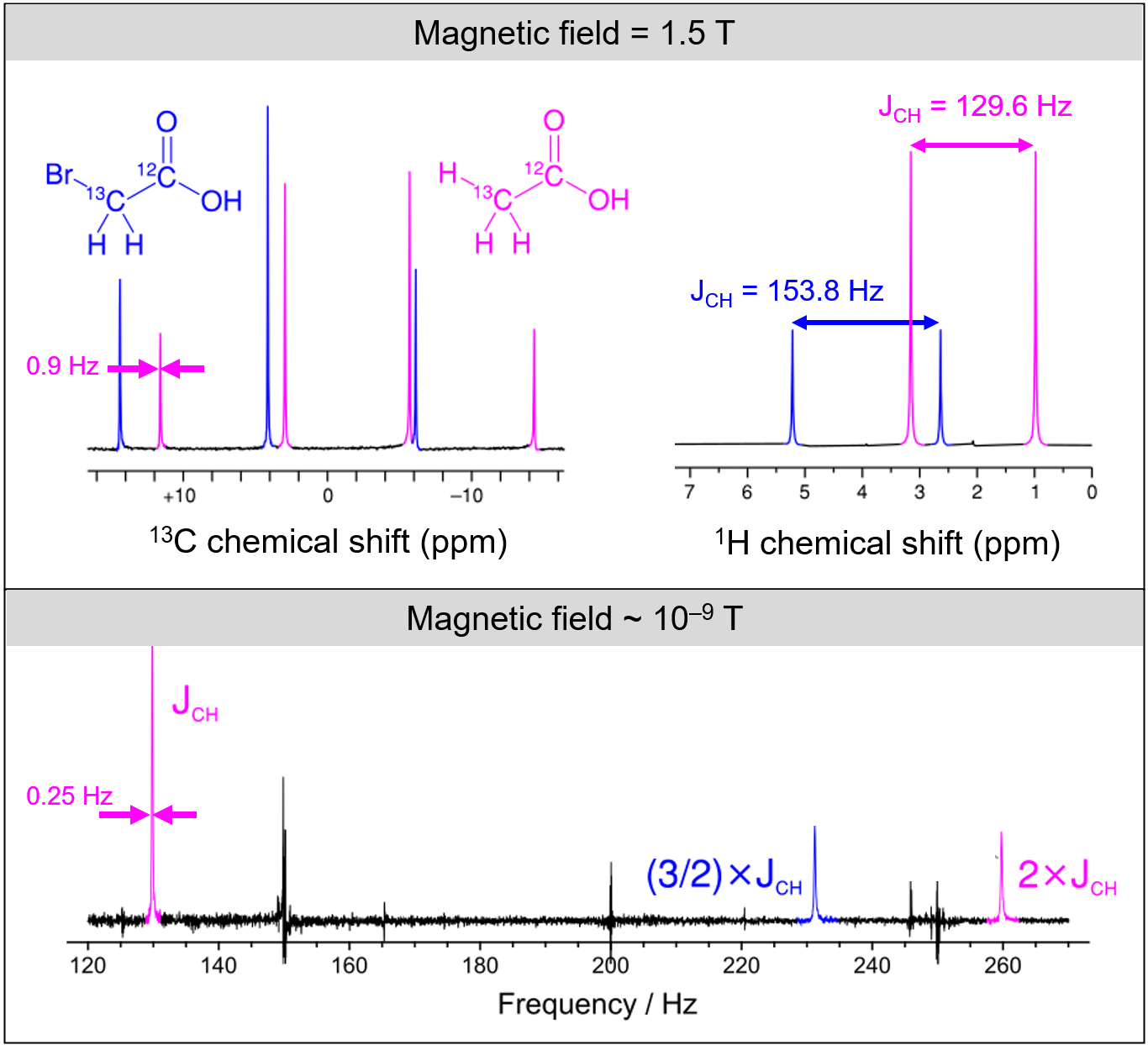
Ein Vergleich zwischen einem Hoch- und einem Nullfeld Kernspinresonanzspektrum einer Probe die eine Mixtur aus [2-^{13}C]-Essigsäure und [2-^{13}C]-Bromessigsäure enthält. Im Hochfeld präzedieren die ^{1}H und ^{13}C Kernspins mit unterschiedlichen Larmor Frequenzen was zu separierten ^{1}H- und ^{13}C-Spektren führt. J-Kopplung zwischen den Kernspin spaltet darüber hinaus die Resonanzlinien in Doublett-, Triplett- oder Quartettstrukturen auf. Im Nullfeld findet keine Larmorpräzession statt und die Resonanzfrequenzen sind hauptsächlich durch die J-Kopplungen bestimmt. Die schmalen Linienbreiten im Nullfeld Spektrum sind ein besonders Merkmal dieses Verfahrens, welches auf die Abwesenheit von inhomogener Linienverbreiterung zurückzuführen ist.

## Nullfeld-Kernspinresonanz-Experiment

### Kernspin-Hamiltonoperatoren
Die freie Zeitentwicklung von Kernspins ist durch den Hamiltonoperator ({\displaystyle {\hat {H}}}) gegeben. Im Falle von Flüssigkeiten kann dieser in zwei Hauptteile aufgespalten werden: Der erste Term ({\displaystyle {\hat {H}}_{z}}) beschreibt die Zeeman Wechselwirkung zwischen den Kernspins und einem externen Magnetfeld, inklusive der chemischen Verschiebung ({\displaystyle \sigma }). Der zweite Term ({\displaystyle {\hat {H}}_{J}}) bezieht sich auf die indirekte Kernspin-Kernspin Wechselwirkung, auch J-Kopplung, genannt.
{\displaystyle {\hat {H}}={\hat {H}}_{z}+{\hat {H}}_{J}}, wobei:
{\displaystyle {\hat {H}}_{z}=-\hbar \sum _{a}\gamma _{a}(1-\sigma _{a}){\hat {I}}_{a}\cdot B_{0}}, und
{\displaystyle {\hat {H}}_{J}=-\hbar 2\pi \sum _{a>b}J_{ab}{\hat {I}}_{a}\cdot {\hat {I}}_{b}}.
Hierbei wird über das gesamte System von gekoppelten Kernspins summiert; {\displaystyle \hbar } steht für die reduzierte Planck-Konstante; {\displaystyle \sigma _{a}} beschreibt den isotropischen Teil der chemischen Verschiebung für den {\displaystyle a}-ten Kernspin; {\displaystyle I_{a}} bezeichnet den Spinoperator des {\displaystyle a}-ten Kernspins; {\displaystyle B_{0}} ist das externe Magnetfeld, das alle betrachteten Kernspin erfahren; {\displaystyle J_{ab}} beschreibt die J-Kopplungskonstante zwischen den Kernspins {\displaystyle a} und {\displaystyle b}.
Die relative Stärke von {\displaystyle {\hat {H}}_{z}} und {\displaystyle {\hat {H}}_{J}} und dadurch die Zeitentwicklung dieses Spinsystems hängt von der Stärke des Magnetfeldes ab. Zum Beispiel treten bei konventionellen NMR Experimenten Magnetfelder {\displaystyle |B_{0}|} größer als ein Tesla auf, was zur Folge hat, dass die Larmorfrequenz {\displaystyle \nu _{0}=-\gamma B_{0}/2\pi } im zweistelligen MHz Bereich zu finden ist. Diese Frequenzen liegen um mehrere Größenordnungen über den Werten für die J-Kopplungskonstante, die einige Hundert Herz betragen kann. In diesem Fall ist {\displaystyle {\hat {H}}_{J}} eine Störung von {\displaystyle {\hat {H}}_{z}}. Bei Feldstärken im nT-Bereich sind die Larmorfrequenzen dagegen kleiner als die J-Kopplungen und {\displaystyle {\hat {H}}_{J}} dominiert.

#### Polarisierung
Bevor ZULF-NMR-Signale detektiert werden können, ist es erforderlich die Kernspins zu polarisieren, da das Signal proportional zur Kernspinmagnetisierung ist. Es gibt unterschiedliche Methoden zur Polarisierung von Kernspins. Am häufigsten wird ausgenutzt, dass Kernspins in einem Magnetfeld aufgrund der Zeeman Wechselwirkung im thermischen Gleichgewicht eine Polarisierung in der Größenordnung von 10−6 pro Tesla Feldstärke aufweisen.
Ein alternativer Ansatz ist die Verwendung von Hyperpolarisationstechniken, welche mittels chemischer oder physikalischer Methoden zur Erzeugung von Kernspinpolarisation verwendet werden können. Diese umfassen Parawasserstoff-induzierte Polarization (PHIP, vom engl. parahydrogen-induced polarization), spin-exchange optisches Pumpen von Edelgasatomen, dissolution dynamic nuclear polarization und chemisch-induzierte dynamische Kernspinpolarization (engl. chemical induced dynamic nuclear polarization).

#### Anregung und Spinmanipulation
In konventionellen Hochfeld-NMR-Experimenten werden Radiowellenpulse verwendet, um nicht-stationäre Spinzustände zu erzeugen. Diese können die ursprüngliche, parallel zum Magnetfeld ausgerichtete Magnetisierung in die hierzu orthogonale Ebene kippen. Wenn die Magnetisierung nicht mehr parallel zum Magnetfeld ist, befindet sich das System in keinem stationären Zustand mehr (d. h. es ist nicht mehr in einem Eigenzustand) und die Spins präzedieren um die Magnetfeldachse, was zu einem detektierbaren, oszillierenden magnetischen Feld führt.

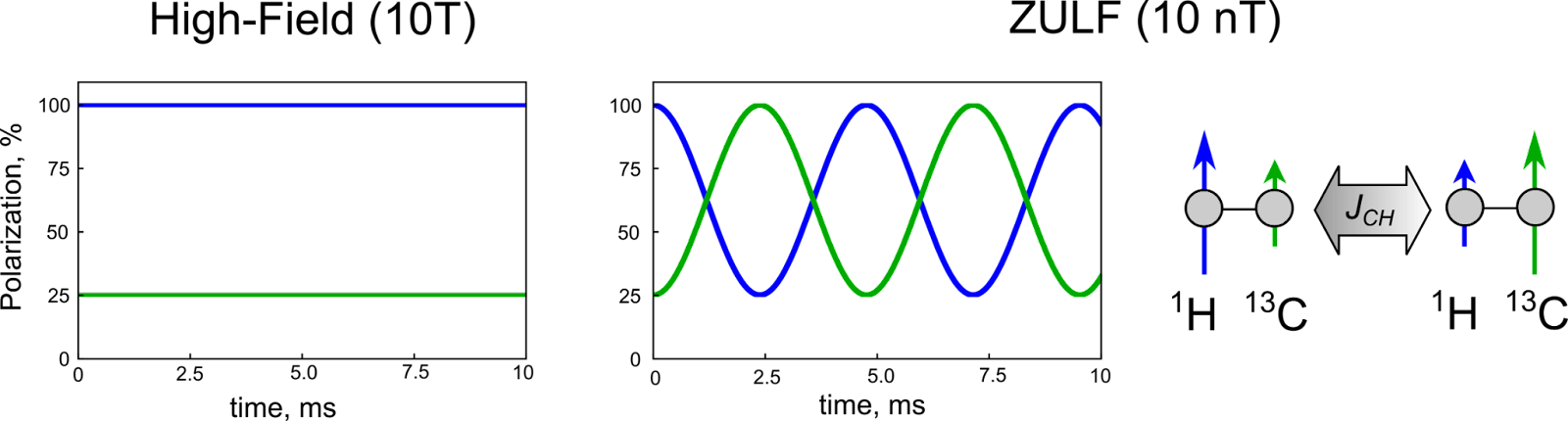
Der thermische Gleichgewichtszustand eines ^{1}H-^{13}C-Spinpaares im Hochfeld entspricht einem Zustand, in dem beide Spin parallel zum B_{0}-Feld polarisiert sind. Hierbei ist die ^{1}H Polarisierung ca. viermal höher als die der ^{13}C Spins. Dieser Zustand ist im Hochfeld stabil. Wenn das Magnetfeld nicht-adiabatisch (schnell) ausgeschaltet wird, beginnt die Polarisierung zwischen den ^{1}H und ^{13}C Spins mit der J-Kopplungsfrequenz (in diesem Beispiel 210 Hz) zu oszillieren and bringt J-Spektren in ZULF NMR hervor.

Bei ZULF-Experimenten werden dagegen konstante, gepulste Magnetfelder verwendet, um nicht-stationäre Zustände des Spinsystems zu erzeugen. Hierbei haben sich zwei Strategien durchgesetzt: Das Magnetfeld wird (1) nicht-adiabatisch (schnell) vom (pseudo-)Hochfeld zum Nullfeld geschaltet. Alternativ kann (2) das Feld langsam, adiabatisch heruntergefahren werden und dabei die thermische Zeeman-Spinpopulation in die neuen Eigenzustände des Nullfeldes überführt werden. Anschließend kann durch Anwenden eines kurzen Magnetfeldpulses ein Nichtgleichgewichtszustand erzeugt werden. Im einfachsten Fall von einem heteronuklearen Kernspinpaar mit J-Kopplung induzieren beide Verfahren einen quantenmechanischen Übergang vom Singlett zum Triplett-0 Zustand. Die quantenmechanische Überlagerung beider Zustände führt zu einem detektierbaren oszillierenden Magnetfeld. Seitdem wurden komplexere Pulssequenzen verwendet, die von selektiven Pulsen bis zu „zweidimensionalen“ Verfahren reichen.

### Signaldetektion
NMR-Signale werden gewöhnlich mittels Induktion detektiert. Allerdings ist dies bei der niederfrequenten Strahlung, die von einer Probe währen eines ZULF Experiments emittiert wird, schwer umsetzbar. Eine der ersten Ansätze der Messung von Nullfeld NMR in Feststoffen waren field-cycling (zu deutsch: feld-wechsel) Techniken. Field-cycling setzt sich aus drei Schritten zusammen: Präparieren des Ausgangszustandes, Zeitentwicklung und Detektion. Im ersten Schritt wird ein Feld angelegt, um die Kernspins zu polarisieren. Anschließend wird schlagartig zum Nullfeld gewechselt, um die dynamische Zeitentwicklung des Spinsystems zu initiieren, welche durch den Hamiltonoperator im Nullfeld bestimmt ist. Nach einer Weile wird das Feld wieder angeschaltet und das Signal induktiv im Hochfeld detektiert. Ein einfacher Feldwechsel liefert die Magnetisierung zu einem einzigen Zeitpunkt in Bezug auf die Verweildauer im Nullfeld. Durch Wiederholung der Prozedur und Variieren der Zeitspanne kann die Magnetisierung Punkt für Punkt gemessen werden. Eine Fourier-Transformation dieser zeitabhängigen Magnetisierung liefert letztendlich das Nullfeld-Absorptionsspektrum.
Das Aufkommen von genauen Magnetfeldsensoren (wie z. B. SQUIDs, magnetresistive Sensoren oder optisch gepumpten Magnetometern) hat die direkte Messung von Nullfeld NMR erlaubt. SQUIDs müssen zum Betrieb auf kryogene Temperaturen gekühlt werden, was ihre Verwendung für chemische und biologische Proben erschwert. Magnetresistive Sensoren sind zwar weniger sensitiv, sind dafür aber einfacher zu handhaben und können näher an der Probe positioniert werden. Da das NMR Signal mit steigendem Abstand abnimmt, kann dies den Nachteil der geringeren Sensitivität kompensieren. Optische gepumpte Magnetometer wurden in den letzten Jahren hauptsächlich für ZULF NMR Experimente verwendet, da sie einige Vorteile beider Sensortypen (z. B. hohe Sensitivität und kleine Größe) vereinigen.

## Definition des ZULF-Bereichs
Die Grenzen zwischen Null-, Ultranieder-, Nieder- und Hochfeld-NMR sind nicht exakt definiert, da je nach Fachbereich unterschiedliche Richtlinien existieren. Die Grenze zwischen Null- und Ultraniederfeld kann als das Feld definiert werden, bei dem die Kernlarmorfrequenz der Relaxationsrate gleicht, d. h. im Nullfeld relaxieren Kernspins schneller als sie um das externe Magnetfeld präzedieren. Die Grenze zwischen Ultranieder- und Niederfeld kann als die Feldstärke definiert werden, bei der die Unterschiede zwischen den Larmorfrequenzen von heternuklearen Kernspinsystemen gleich der Kernspin-Kernspin Kopplung (J-Kopplung oder dipolare Kopplung), d. h. im Ultraniederfeld dominieren Kernspin-Kernspin Kopplungen, wohingegen die Zeeman Wechselwirkung im Niederfeld vorherrschend ist. Die Grenze zwischen Nieder- und Hochfeld ist dagegen unklar, da es je nach Anwendung und Forschungsschwerpunkt unterschiedliche Definitionen gibt. Im Zusammenhang mit ZULF NMR ist die Grenze als die Feldstärke definiert, bei der die chemische Verschiebung von Kernspins desselben Isotops gleich groß wie die Kernspin-Kernspin-Kopplungen ist.
Hierbei ist zu beachten, dass diese Definitionen von den untersuchten Stoffen und Spinsystemen abhängen. Die Bereiche können um Größenordnungen variieren, je nachdem welche Atomkerne/Isotope verwendet werden und wie groß die relevanten Spin-Spin-Kopplungen und Relaxationszeiten sind.

Animation eines NMR Spektrums eines ^{1}H-^{13}C Kernspinpaares mit einer J-Kopplung von 100 Hz bei verschiedenen Magnetfeldern.